# 月刊 愛川欽也 キンキンのパックインミュージック
月刊 愛川欽也 キンキンのパックインミュージック（げっかんあいかわきんや キンキンのパックインミュージック）とは、2001年3月26日から2003年3月17日まで、TBSラジオで毎月第3日曜日の深夜（月曜未明）2:00 - 5:00の3時間の枠で放送されていた、愛川欽也と白石冬美司会のラジオバラエティ番組である。
通称「欽チャコパック」

## パーソナリティー
- 愛川欽也
- 白石冬美

## 概要
「秘密に放送しています」が、常套句で、TBSも知りませんと、空いている時間を借用した形態の、スポンサーなしの放送。
ラジオ休止中の2:00 - 5:00（放送設備のメンテナンスに重なると4時終了のこともあった）までの間に愛川と白石のお便りとフリートーク。トークの間にクラシック音楽や愛川が決めたテーマの曲を挟みながら展開し、投稿は普通のハガキとファクス、途中からメールアドレスも取得した。愛川Puck 時代のコーナー「カトリーヌコーナー」を放送。エンディングはナチチャコパックのエンディングレイモン・ルフェーブル・オーケストラ演奏の『シバの女王』をバックに投稿が切っ掛けで詩人になった元リスナー崎南海子の詩を放送。
土曜日昼の土曜ワイドラジオTOKYO 永六輔その新世界では、放送日前日に毎回CMを放送した縁で永と愛川のトークをノーカットで放映し、アフガニスタン情勢について永が「イスラム原理主義者は、クリトリスを切り、女の喜びを奪うひどい奴ら」と批判する等放送禁止用語が飛び交う過激な時事放談が展開された。
初回放送では、永六輔も出演している。ファクシミリでの投稿を呼びかけた。
サウンドステッカーに愛川のパックインミュージック時代の遠藤泰子のアナウンスバージョンをそのまま使用。950kHz とアナウンスしているため、毎回 954kHz に変わっていると注釈していた。
他局の放送時間休止期間にあったため、聴取率や反響はあったものの、TBSが放送機器の本格工事にこの時間を充てるため終了が決定。愛川は最終回でTBSへの不満を伝えたが、結局は終了した。
ハガキが紹介されたリスナーにはノベルティーとして携帯電話の通話中に放つ強力な電磁波に脳がやられないように愛川が発明した道具「ミミコ」（特許出願）がプレゼントされた。しかし、これは当時のNTTドコモの一部機種のみにしかマイクとイヤフォンのサイズが合わなかった。